# Craig (Missouri)
Craig  è una città degli Stati Uniti d'America, nella Contea di Holt, nello Stato del Missouri.

## Geografia fisica
Secondo lo United States Census Bureau, il villaggio ha una superficie totale di 0,70 km².

## Storia
Craig è stata fondata nel 1868. Il nome dato alla cittadina deriva dall'avvocato e uomo politico del Missouri James Craig.